# Lennard Freeman
Lennard Freeman (Washington, 10 dicembre 1995) è un cestista statunitense.